# Royal Aircraft Factory B.E.8
Die Royal Aircraft Factory B.E.8 war ein von der Royal Aircraft Factory in Großbritannien vor dem Ersten Weltkrieg entwickelter einmotoriger, einsitziger Doppeldecker. Das Flugzeug wurde vom Royal Flying Corps (RFC) zunächst als Bomber und Aufklärungsflugzeug eingesetzt.

## Entwicklung

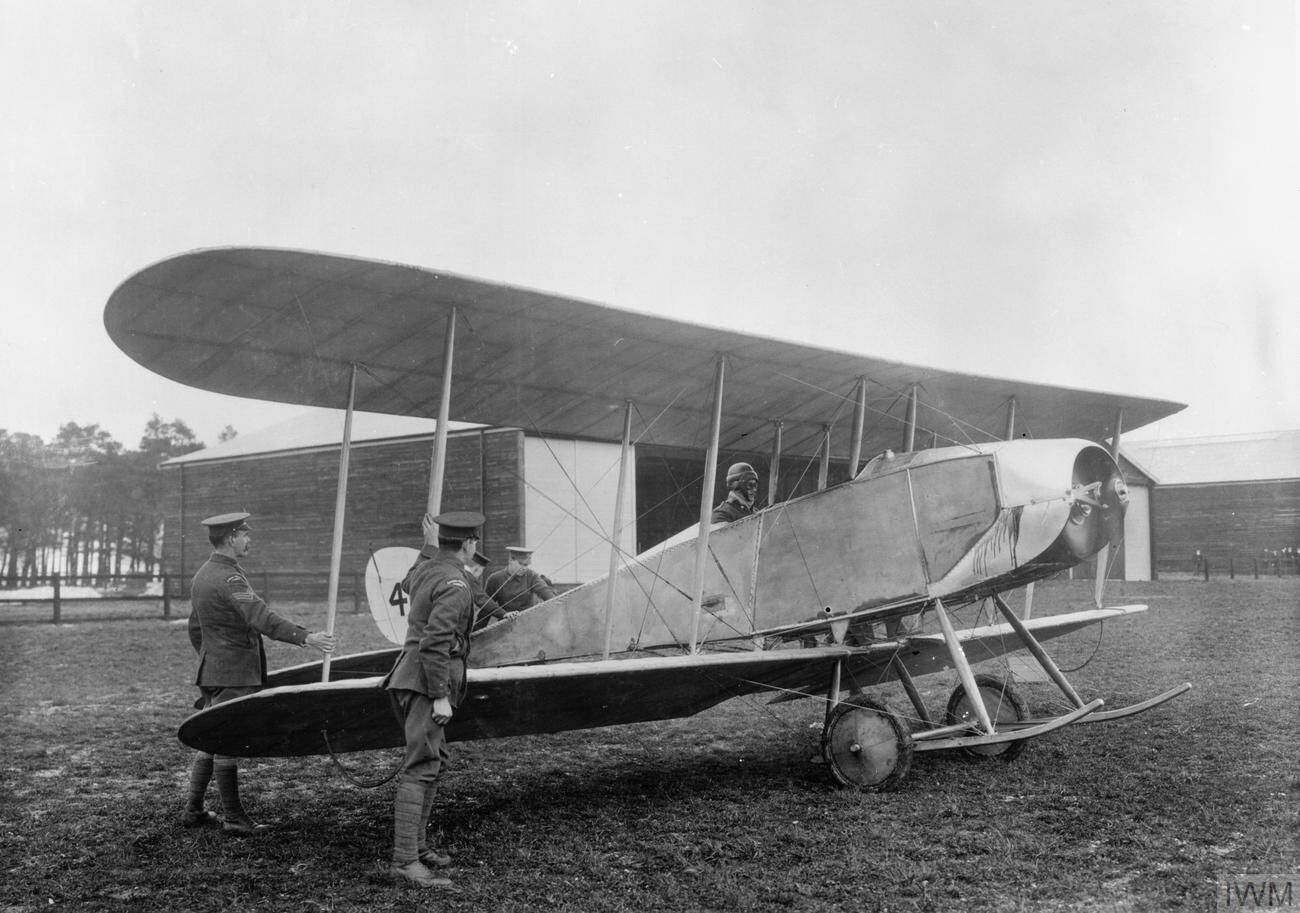
Die B.E.4 aus dem Jahr 1912 war der Vorläufer der B.E.8

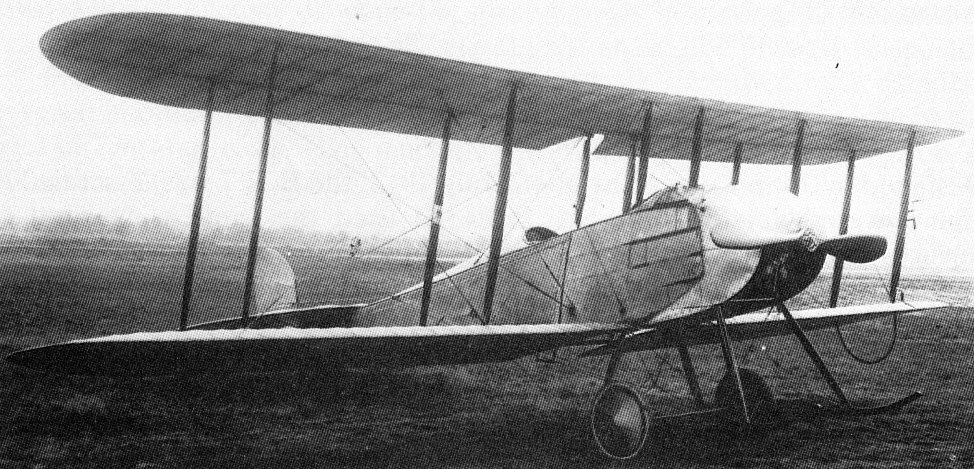
Der erste Prototyp der B.E.8 im August 1913

Die B.E.8 entstand bei der Royal Aircraft Factory in Farnborough unter der Leitung von John Kenworthy als Weiterentwicklung einer auf Basis der B.E.2 1912 konstruierten Typenreihe mit Umlaufmotoren. Diese begann 1912 mit der B.E.3 und B.E.4 mit 50 PS (37 kW) bzw. 80 PS (59 kW) Gnome Motoren, gefolgt von den Typen B.5, 6 und 8 mit 140 PS (103 kW) Gnome Motor.
Die B.E.8 knüpfte mit dem luftgekühlten 80 PS (59 kW) 7 Zylinder Gnome Lambda Motor wieder an die B.E.4 an, unterschied sich aber durch einige Konstruktionsmerkmale, so wurde der Rumpf der B.E.8 auf die untere Tragfläche gesetzt und die obere Hälfte der zur Kühlung offenen Motorverkleidung verkleidet. Die zweistieligen Tragflächen waren stark gestaffelt, ansonsten aber identisch mit denen der B.E.2 und ebenso wie bei jener mit Verwindungssteuerung versehen. Die beiden Besatzungsmitglieder waren hintereinander in einem gemeinsamen Cockpit, als „Badewanne“ bezeichnet, untergebracht.
Der erste Prototyp machte seinen Erstflug am 20. August 1913, am 8. September 1913 folgte der zweite, der über getrennte Cockpits verfügte und das Leitwerk der B.E.2c übernahm. Die beiden Flugzeuge wurden vom Nummern 423 und 424 vom RFC übernommen. Ein dritter Prototyp, der am 10. März 1914 fertiggestellt wurde, verblieb als Muster bei der Royal Aircraft Factory und wurde vermutlich nach weiteren Erprobungen ausgesondert.
Die 1915 weiterentwickelte Variante B.E.8a hatte u. a. etwas kürzere Tragflächen und nutzte verschiedene Motortypen. Einen Prototyp gab es nicht, die Baupläne wurden direkt an die laufende Produktion weitergegeben. Um die Flugleistungen zu verbessern wurde im Januar 1915 ein Flugzeug zwar probeweise mit 100 PS (74 kW) Gnome-Monosoupape Motor versehen, eine Serienfertigung kam jedoch nicht zustande, da dieser Motor bereits für die Produktion anderer Flugzeugtypen gebraucht wurde. In einer weiteren Maschine wurde probeweise ein 120 PS (88 kW) R.A.F.2 Sternmotor eingebaut, welcher im Oktober 1913 in Farnborough entworfen und 1914 bei Standläufen getestet worden war. 1915 erhielten die Maschinen serienmäßig den 80 PS (59 kW) Gnome Motor, einige Flugzeuge wurden 1916 mit 80 PS (59 kW) Clerget Motor geliefert. An einer Maschine wurden Gleitkufen vor dem Radfahrgestell angebracht.

## Produktion
Die Serienproduktion basierte auf dem Prototyp No. 424 mit getrennten Cockpits und B.E.2c-Leitwerk. Die meisten Maschinen bekamen einen vierblättrigen Propeller.
Die Produktion der B.E.8 begann im April 1914 und wurde ab 1915 auf die B.E.8a umgestellt. Von letzteren wurden mindestens 38, möglicherweise aber auch ein halbes Dutzend mehr, an das RFC geliefert. Ca. 70 Flugzeuge B.E.8/B.E.8a wurden insgesamt gebaut; RFC-Nummern für 27 B.E.8 und 42 B.E.8a sind dokumentiert.
Da die staatliche Royal Aircraft Factory zwar Flugzeuge entwickeln und Prototypen bauen, aber zugunsten der britischen Luftfahrtindustrie nur im Ausnahmefall selbst Flugzeuge in Serie herstellen sollte, verteilte das War Office seine Bestellungen auf die Firmen Vickers Ltd. in London, die British and Colonial Aircraft Co./Bristol Aeroplane Co. in Filton und die Ordnance Works in Coventry.

## Einsatz
Die ersten B.E.8 wurden im Mai 1914 an das RFC übergeben und von der Central Flying School und bei der No. 7 Squadron verwendet; zwei Exemplare wurden nach Indien verschifft. Nach Kriegsausbruch wurde ein halbes Dutzend an die Westfront verlegt, wo sie, vom Aircraft Depot verteilt, zeitweilig von den Squadrons 1, 3, 5, 6 und 7 geflogen wurden.
Für Fronteinsätze zeigte sich das Flugzeug aufgrund seiner schwachen Motorisierung und instabilen Fluglage nur bedingt geeignet. Gleich beim ersten B.E.8-Einsatz verunglückten am 16. August 1914 Second Lieutenant E.W.C. Perry und Air Mechanic H.E. Parfitt von der No. 3 Squadron bei Amiens, beide Flieger kamen in den Flammen des Wracks ums Leben. Zur Brandgefahr trug die unpraktisch montierte Benzinzuleitung bei, deren Druckmesser im Cockpit des Piloten angebracht war, deren Pumpe jedoch der Beobachter in seinem Cockpit bediente. Missverständnisse konnten leicht zu Leitungsüberdruck und Benzinaustritt führen. Die Flugzeuge waren daher wenig beliebt, zumal am 18. August 1914 erneut eine Besatzung der bei Péronne verunglückte. Dieses Mal kam der Beobachter der No. 5 Squadron Corporal F. Geard ums Leben, sein Pilot Second Lieutenant R. R. Smith-Barry, welcher später die Central Flying School in Gosport aufbaute, erlitt schwere Knochenbrüche.
Die mit B.E.8 ausgerüstete No. 6 Squadron erreichte am 4. Oktober 1914 die Front in Frankreich, und am 7. März 1915 ging die No. 1 Squadron mit vier B.E.8 an die Front, die sie als einsitzige Bomber einsetzte und mit denen sie am 12. März 1915 die Eisenbahnbrücke nordostwärts Douai und die Bahnabzweigungen bei Don bombardierte; eine Maschine ging dabei verloren, ihr Pilot geriet in Gefangenschaft.
1915 verschwanden die B.E.8 aufgrund von Unfällen oder Abgaben an Trainingseinheiten allmählich aus dem Fronteinsatz; die meisten wurden nach England abgeschoben und dort als Schulflugzeuge verwendet. Eine B.E.8 befand sich im Juli 1915 auch im Bestand des No. 3 Flight, Royal Naval Air Service (RNAS) in Westgate. Die 1915 produzierten 29 und die neun 1916 gelieferten B.E.8a gingen direkt an Trainingseinheiten wie die Central Flying Schools in Upavon und Gosport.

## Technische Daten
| Kenngröße                   | R.A.F. B.E.8                         | R.A.F. B.E.8a                          |
| --------------------------- | ------------------------------------ | -------------------------------------- |
| Besatzung                   | 2                                    | 2                                      |
| Länge                       | 8,34 m                               | 8,34 m                                 |
| Spannweite                  | 11,48 m                              | 11,49 m                                |
| Höhe                        | 2,84 m                               | 3,13 m                                 |
| Flügelfläche                | 34,19 m²                             | 34,19 m²                               |
| Höchstgeschwindigkeit in NN | 113 km/h                             | 121 km/h                               |
| steigt auf 914 m Höhe       | in 10:30 min                         | in 10:30 min                           |
| Dienstgipfelhöhe            | 3810 m                               |                                        |
| Flugdauer                   | 1:30 h                               | 1:30 h                                 |
| Triebwerk                   | ein Umlaufmotor Gnome, 80 PS (59 kW) | ein Umlaufmotor Clerget, 80 PS (59 kW) |
| Bewaffnung                  | 45 kg Bomben                         | –                                      |